# Batalla de Gura
La Batalla de Gura se libró del 7 al 10 de marzo de 1876 entre el Imperio etíope y el Jedivato de Egipto cerca de la ciudad de Gura en la actual Eritrea. Fue la segunda y decisiva gran batalla de la guerra egipcio-etíope.

## Antecedentes
El ejército egipcio invadió el Imperio etíope desde sus posesiones costeras en lo que ahora es Eritrea y se enfrentaron al emperador Yohannes IV en Gundet en la mañana del 16 de noviembre de 1875.
Después de la derrota en Gundet, los egipcios enviaron una fuerza mucho más grande y bien armada para intentar una segunda invasión. Este ejército se trasladó a la llanura de Gura e hizo dos fuertes allí: el fuerte "Gura" y el fuerte "Khaya Khor". El fuerte de Gura estaba guarnecido por 7.500 hombres dirigidos por Rateb Pasha y el ex general confederado William Wing Loring y el fuerte de Khaya Khor estaba guarnecido por 5.500 hombres dirigidos por Uthman Rifqi. Yohannes IV pronto llegó a la zona con un enorme ejército de más de 50.000 hombres movilizados desde las provincias de Tigray, Gondar y Hamasien.
Aprovechando la falta de reconocimiento 
Los egipcios tenían ventaja tecnológica, mientras los etíopes conocían mejor el terreno. En un primer momento, los etíopes se posicionaron en la carretera de Godolfelassie. Esto permetía a Yohannes IV atacar Gura, Khaya Khor o Keren. 
Por temor a un ataque a los depósitos de suministros, y subestimando al ejército enemigo, Rateb Pasha decidió enviar 5.000 de su fuerza de 7.500 para atacar al ejército etíope.
La infantería egipcia de 5.000 efectivos del fuerte de Gura partió temprano el 7 de marzo. Los exploradores etíopes detectaron el movimiento y se prepararon para atacar a los egipcios.

## Batalla

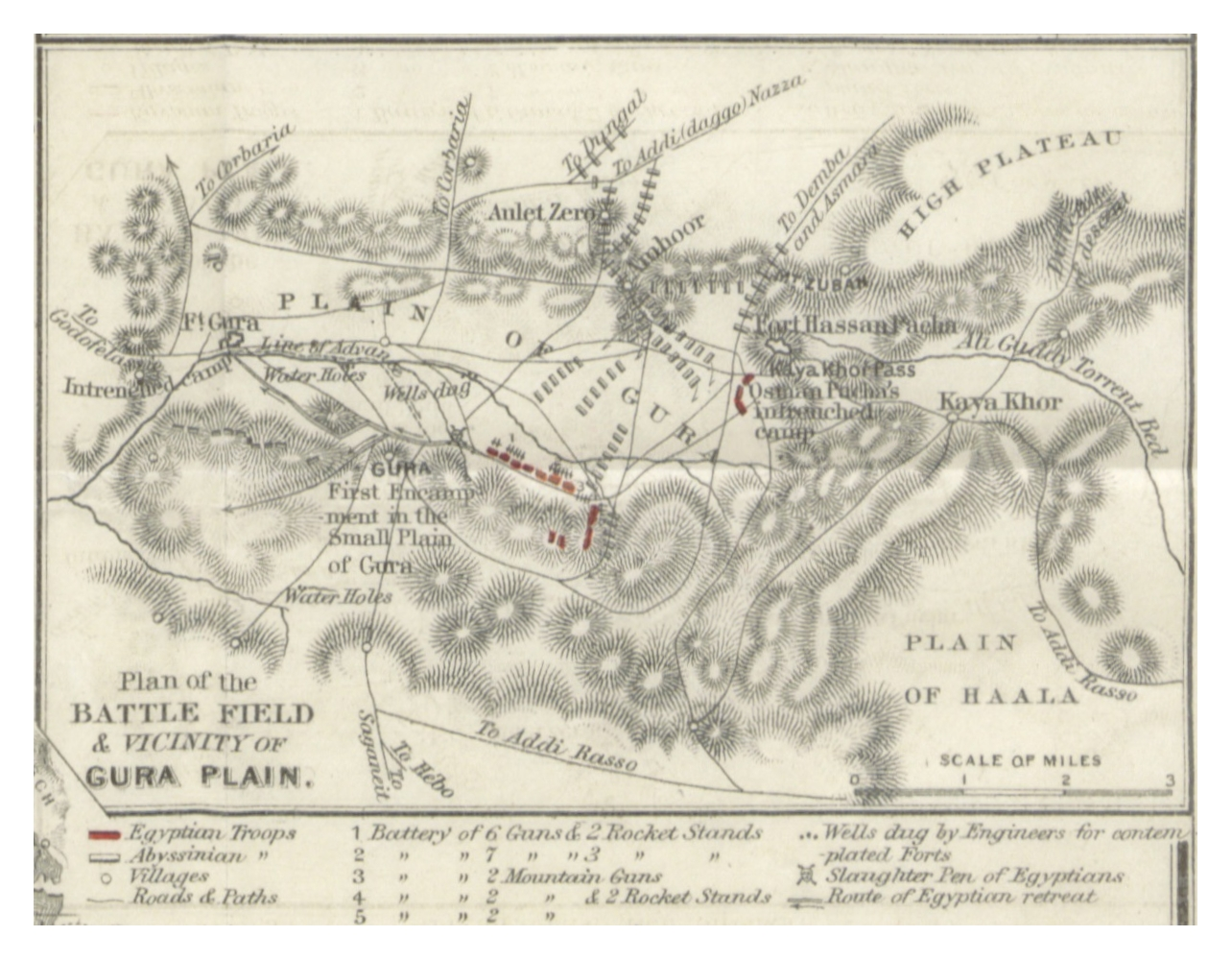
El campo de batalla de Gura. (1880)

El 7 de marzo, los egipcios que abandonaron el fuerte fueron atacados por los etíopes. Fueron rodeados, y derrotados. La mayoría de los etíopes estaban armados con armas de fuego y, aunque solo tenían un cañón de campaña, se dice que no tuvo ningún efecto para decidir la acción. Se dice que Rateb Pasha demolió las barreras para que la artillería pueda atacar de forma directa. Esto demostró ser un error.
Los etíopes se habían posicionado en terreno más alto, cuando las tropas egipcias se pusieron al descubierto fueron atacadas con tal intensidad que varios regimientos quedaron completamente desmoralizados.
Pronto toda la brigada egipcia se retiró en completo pánico. En esta estampida, gran parte de la infantería egipcia caía por los barrancos o quedaba atascada en las acacias espinosas fue masacrada en gran número mientras huía de regreso al fuerte de Gura. Según Lockett, de los 5.000 egipcios que partieron, solo unos pocos cientos lograron regresar al fuerte.
William Wing Loring describe la batalla en sus memorias;

Les abatíamos con nuestra artillería por decenas, pero por cada hombre disparado, diez parecían ocupar su lugar, hasta que toda la llanura parecía estar llena de estos demonios negros. Imagina 5.000 hombres que ni siquiera sabían disparar, luchando contra 50.000 salvajes que están en guerra todo el tiempo.

Uthman Rifqi y su guarnición de 5.500 hombres vieron todo el enfrentamiento desde su fuerte en Khaya Khor, pero decidieron no unirse a la batalla.

Los etíopes continuaron y cercaron el fuerte de Gura, que atacaron con fuerza los días 8 y 9 de marzo. El 10 de marzo, Rashid Pasha y Osman Bey Neghib dirigieron un ataque desesperado contra los etíopes. Ambos oficiales murieron.
Los etíopes saquearon a los muertos y recogieron los rifles que las tropas egipcias habían abandonado. Se perdió la mayor parte de la artillería, así como cantidades considerables de munición de fusil.

## Consecuencias
Después de la retirada de los etíopes, los enojados egipcios abandonaron sus fuertes y quemaron vivos a los enemigos heridos.
Los etíopes tomaron la represalia de matar a 600 prisioneros egipcios que habían capturado. Entre estos prisioneros asesinados estaban el Dr. Muhammad Ali Pasha y Neghib Bey Muhammad. El Dr. Badr (que había sido educado en Edimburgo ) escapó con la ayuda de una niña etíope que lo descubrió herido. El 12 de marzo se dispuso una amnistía y Monsieur Sarzac (el cónsul francés en Massawa) recorrió el campo de batalla reunió a los supervivientes del ejército egipcio y los llevó a Massawa en mayo.
La noticia de esta derrota fue suprimida en Egipto por temor a que socavara el gobierno del jedivato.
La victoria permitió que el emperador Yohannes IV solidifique su control sobre el Imperio etíope en general, y específicamente sobre el Mareb Melash. Él nombraría entonces a Shaleqa Alula como el Ras de aquellas áreas de esta región bajo autoridad imperial.

## Otras lecturas
Un soldado confederado en Egipto - W. W. Loring
- Datos: Q2888711
- Multimedia: Battle of Gura / Q2888711